# Hans Ambrosi
Hans Ambrosi (* 24. Februar 1925 in Mediaș, Königreich Rumänien; † 31. August 2012 in Rüdesheim am Rhein) war von 1966 bis 1990 Direktor der Hessischen Staatsweingüter Kloster Eberbach.

## Leben und Werk
Nach Besuch der Volksschule und des Stefan-Ludwig-Roth-Gymnasium in Mediaș machte Ambrosi sein Abitur am Samuel-von-Brukenthal-Gymnasium in Hermannstadt. Ab 1942 diente er in der Wehrmacht und nahm am Deutsch-Sowjetischen Krieg teil.
Nach Kriegsende kehrte er zunächst nach Siebenbürgen zurück, zog dann aber nach Geisenheim (Hessen), wo er an der Forschungsanstalt Geisenheim (heute: Hochschule Geisenheim) studierte und zum Dr. agr. promovierte.
1955 ging Ambrosi nach Südafrika. Er arbeitete dort über zehn Jahre auf verschiedenen Weingütern als Agraringenieur und Berater. 1966 kam er nach Deutschland zurück und wurde noch im selben Jahr zum Direktor der Hessischen Staatsweingüter Kloster Eberbach berufen. Unter seiner Ägide erfuhren die staatlichen Weingüter Hessens einen gewaltigen Aufschwung und Modernisierung. Er war auch maßgeblich an der Restaurierung des Klosters Eberbach und dessen Öffnung für die Öffentlichkeit beteiligt. Auch das Rheingau Musik Festival wurde von Anfang an von ihm gefördert und unterstützt.
1990 ging Ambrosi in Pension und betätigte sich als Autor von Weinliteratur. Er lebte zuletzt in Oestrich-Winkel.

## Veröffentlichungen
als Autor
- Wein von A bis Z. Antwort auf alle Fragen in 5000 Stichwörtern. Verlag Gräfe und Unzer, München 2001, ISBN 3-7742-5535-0.
- Vom Weinfreund zum Weinkenner. Der zuverlässige Wegweiser zum Wissen vom Wein und zur Freude am Wein. Verlag Gräfe und Unzer, München 1989, ISBN 3-7742-1013-6.
- Die vergnügliche Weinprobe. Wissenswertes und Tips für gemütliche Stunden. Waldkircher Verlag, Waldkirchen 1996, ISBN 3-87885-310-6.
- Farbatlas Rebsorten. 300 Sorten und ihre Weine. 2. Aufl. Ulmer Verlag, Stuttgart 1998, ISBN 3-8001-5719-5.

als Herausgeber
- Hermann Goethe: Atlas der Traubensorten. Manuscriptum Verlag, Waltrop 2004, ISBN 3-933497-68-X[3]
- Das Weinkloster Eberbach im Rheingau. Ein Führer durch Geschichte, Klosterbaukunst und Weinkultur. Verwaltung der Staatsweingüter, Eltville 1988, ISBN 3-921865-03-4.